# Памятник воинам-десантникам (Москва)
Па́мятник во́инам-деса́нтникам — памятник воинам шестой роты 104-го гвардейского парашютно-десантного полка 76-й гвардейской воздушно-десантной дивизии, погибшим в мирное время при защите интересов России. Установлен в 2002 году на площади перед входом в Центральный музей Вооружённых Сил. Авторами проекта являлись скульптор Михаил Переяславец и архитектор Игорь Вознесенский.
В 2017 году монумент отреставрировали: очистили от грязи, устранили мелкие повреждения, покрыли защитным составом.
Скульптура выполнена из бронзы и изображает двух десантников в полный рост и расположенной между ними стелы. Она увенчана двуглавым орлом, держащим в когтях меч и лавровый венок. Статуя расположена на гранитном постаменте. На его основании высечены две памятные надписи: на центральной части — «Воинам-десантникам», и на восточной — «Памятный знак, посвященный погибшим воинам-десантникам 6-й роты 104-го гвардейского парашютно-десантного полка 76-й гвардейской воздушно-десантной дивизии. Установлен в 2002 г. по Указу Президента Российской Федерации».